# Zarząd Cegielni Wapienno-Piaskowych
Zarząd Cegielni Wapienno-Piaskowych – jednostka organizacyjna Ministra Przemysłu Lekkiego istniejąca w latach 1951–1972, mająca na celu zorganizowania i powiększenia produkcji cegły wapienno-piaskowej.

## Działalność
Na podstawie uchwały Prezydium Rządu z 1951 r. w sprawie utworzenia Zarządu Cegielni Wapienno-Piaskowych w Ministerstwie Przemysłu Lekkiego ustanowiono Zarząd.
Przedmiotem działania Zarządu było:
- organizacja przemysłu produkcji cegły wapienno-piaskowej,
- odbudowa zakładów zniszczonych, rozbudowa czynnych oraz budowa nowych zakładów tego przemysłu,
- operatywny nadzór, koordynacja, kontrola i ogólne kierownictwo podlegających Zarządowi przedsiębiorstw, których wykaz ustali Minister Przemysłu Lekkiego za zgodą Przewodniczącego Państwowej Komisji Planowania Gospodarczego,
- opracowywanie zbiorczych planów działalności podległych przedsiębiorstw i nadzór nad ich wykonaniem,
- opracowywanie procesów technologicznych i organizacja produkcji,
- dbanie o stały postęp techniczny i racjonalizację,
- ulepszanie i kontrola jakości produkcji,
- wzajemna koordynacja działalności przedsiębiorstw, zwłaszcza w zakresie produkcji, zaopatrzenia i zbytu,
- nadzór i koordynacja gospodarki finansowej,
- regulowanie zagadnień pracy i płac,
- planowanie inwestycji i nadzór nad ich wykonawstwem,
- nadzór nad konserwacją i remontami maszyn, urządzeń, sprzętu i budowli,
- opracowywanie norm i instrukcji organizacyjnej,
- nadzór nad eksploatacją majątku przydzielonego przedsiębiorstwom.

Przy Zarządzie działało centralne laboratorium, do którego zadań należało:
- prowadzenie prac badawczych i doświadczeń technicznych nad polepszeniem jakości wyrobów oraz procesem technologicznym produkcji, nad nowymi artykułami oraz nad technologią ich produkcji w skali przemysłowej;
- sporządzanie dokumentacji technologicznej na skalę przemysłową.

Zarząd był jednostką budżetową posiadającą uprawnienia jednostek na rozrachunku gospodarczym w zakresie, który ustaliło zarządzenie Przewodniczącego Państwowej Komisji Planowania Gospodarczego, wydane w porozumieniu z Ministrem Finansów.
Na podstawie uchwały Rady Ministrów z 1972 r. w sprawie utraty mocy obowiązującej niektórych uchwał Rady Ministrów, Prezydium Rządu, Komitetu Ekonomicznego Rady Ministrów i Komitetu Ministrów do Spraw Kultury, ogłoszonych w Monitorze Polskim zlikwidowano Zarząd.